# SG Lewis
Samuel George Lewis, noto principalmente come SG Lewis (Reading, 9 luglio 1994), è un cantautore, disc jockey e musicista britannico.Attualmente legato a Republic Records e Virgin EMI, nel corso della sua carriera SG Lewis ha pubblicato 1 album e 5 EP. Lewis ha inoltre realizzato varie collaborazioni con altri artisti, anche in veste di produttore, e curato vari remix ufficiali di brani noti come New Rules e I'm Every Woman.

## Biografia
SG Lewis inizia a pubblicare musica nei primi anni '10, periodo in cui rilascia del materiale prodotto in autonomia su internet ed ha modo di eseguire i suoi primi concerti. In particolare, l'artista debutta come DJ in un locale di Londra chiamato Chibuku Club, un'esperienza che definirà fondamentale per la maturazione del suo gusto artistico e per le future produzioni. Nel 2014, SG Lewis firma il suo primo contratto con la PMR Records e si esibisce insieme ai Disclosure in un loro concerto.
Nel 2015 SG Lewis pubblica il suo primo EP Shivers, mentre nel 2016 viene pubblicato un altro EP intitolato Yours. Nel primo è presente una collaborazione con JP Cooper, mentre nel secondo è presente una collaborazione con Gallant. A partire dal 2017, SG Lewis inizia a pubblicare svariati singoli e attira l'attenzione della Virgin Records, che lo mette sotto contratto. Nello stesso periodo l'artista realizza uno dei remix ufficiali di New Rules, nota hit di Dua Lipa.
Nel 2018 l'artista annuncia l'intenzione di pubblicare il suo album di debutto, dividendolo tuttavia in 3 EP: Dusk, Dark e Dawn. Il primo singolo da questo progetto è Aura, brano pubblicato il 18 gennaio 2018. L'EP Dusk viene pubblicato il 6 aprile. La seconda parte del progetto, Dark, viene pubblicata il 9 novembre 2018. Prima della pubblicazione di questo progetto, l'artista collabora con AlunaGeorge  nel singolo Hurting e Clairo nel singolo Better. Sempre nel 2018, Lewis produce il brano Let Me Know dei Lany.
Nel 2019 pubblica il singolo Blue a cui fanno seguito il secondo singolo Throwaway e il terzo EP di questa trilogia, Dawn. Successivamente i tre EP vengono resi disponibili anche in un'edizione limitata fisica in un box unico, diventando dunque una raccolta a tutti gli effetti. Nel corso del 2019 e del 2020 SG Lewis ha pubblicato altri singoli, collaborando con artisti come Victoria Monét e Robyn. Sempre nel 2020 Lewis è fra gli autori del brano Hallucinate di Dua Lipa. Il 26 agosto 2020 pubblica il singolo Feed The Fire in collaborazione con Feed The Fire. Nel febbraio 2021 pubblica il suo primo album in studio Times.
Fra 2021 e 2022 continua a pubblicare diversi singoli e produzioni: fra gli altri co-produce il singolo Let Me Know di Mabel e, nel dicembre 2022 realizza un remix di I'm Every Woman di Whitney Houston che viene inserito nella colonna sonora del film Whitney - Una voce diventata leggenda. Nel 2023 è attesa la pubblicazione del suo secondo album in studio Audio Lust & Higher Love, doppio album che verrà distribuito anche nel formato vinile.

## Influenze musicali
SG Lewis ha citato Bon Iver, James Blake, Common, Timbaland e The Neptunes come sue principali fonti d'ispirazione musicali.

## Discografia

### Album
- 2021 - Times

### Raccolte
- 2019 - Dusk + Dark + Dawn

### EP
- 2015 - Shivers
- 2016 - Yours
- 2018 - Dusk
- 2018 - Dark
- 2019 - Dawn
- 2021 - 8pm
- 2021 - 2am
- 2021 - 6am
- 2024 - Heat